# Cliff Jackson
Clifton Luther Jackson (Culpeper, 19 juli 1902 - New York, 24 mei 1970) was een Amerikaanse stride-pianist en bandleider.
Jackson speelde in Atlantic City en rond 1923 in New York in Lionel Howard's Musical Aces. Hij maakte onder eigen naam enkele opnames en nam in 1927 op met Bob Fuller en Elmer Snowden. In datzelfde jaar begon hij zijn eigen bigband the Krazy Kats, waarmee hij tot 1932 regelmatig speelde in de Lenox Club in Harlem. Ook nam hij in 1930 met deze band op voor Grey Gull. Na het einde van de groep werkte hij veel in nachtclubs in New York en begeleidde hij zangeressen als Viola McCoy, Lena Wilson, Sara Martin en Carrie Edwards, ook bij plaatopnames. In 1934 stond hij in de studio met de groep Sepia Serenaders (onder meer met Snowden en Clarence Grimes) voor opnames voor Bluebird. De groep speelde voornamelijk Fats Waller-achtig materiaal en Wallers Alligator Crawl. In 1940/1941 speelde hij mee bij opnames van Sidney Bechet. Van 1943 tot 1951 had hij veel succes als de huispianist van Cafe Society. In die tijd maakte hij onder eigen naam opnames voor Black & White Records (waaronder dixieland-nummers, 1944/1945) en toerde hij ook met Eddie Condon. Ook speelde hij met Garvin Bushell (1950), J. C. Higginbotham (1960) en Joe Thomas. In 1966 trad hij op met zijn vrouw, de zangeres Maxine Sullivan.
Edwards heeft meegespeeld op opnames van onder meer Viola McCoy, Hot Lips Page, Bunny Berigan, Tommy Ladnier, Sidney de Paris, Mildred Bailey, Dizzy Gillespie en Coleman Hawkins (drie albums in 1961).
Jackson overleed aan de gevolgen van hartfalen.

## Discografie (selectie)
- Carolina Shout, Black Lion, 1962
- Parlor Social Piano, Fat Cat Jazz, 1968
- Crazy Rhythm, Jazz Colours, 2003
- 1926-1934, Jazz Oracle, 2003
- 1930-1945, Chronological Classics, 1998

- Bibliothèque nationale de France: cb13924214r (data)
- Gemeinsame Normdatei: 134882326
- International Standard Name Identifier: 0000 0000 5515 1229
- Library of Congress Control Number: n95035559
- MusicBrainz: ffd1e145-3033-46ca-b1a8-d66649de08de
- Nationale Bibliotheek van Israël: 987012329654305171
- Virtual International Authority File: 74039608
- WorldCat: E39PBJjHfp3GpdRrjhwm6XrKBP